# Magdeburg Hauptbahnhof
Magdeburg Hauptbahnhof  (Nederlands: Maagdenburg) is een spoorwegstation in de Duitse stad Maagdenburg. Het station behoort tot de Duitse stationscategorie 2. Het station werd in 1873 geopend.